# Nikola Pašić
Nikola Pašić (IPA: [nǐkola pâʃit͡ɕ]) (in serbo: Никола Пашић; Zaječar, 18 dicembre 1845 – Belgrado, 10 dicembre 1926) è stato un politico serbo, varie volte Primo ministro della Serbia.

## Biografia
Pašić, che fu uno dei fondatori del partito radicale, era noto per la sua politica estera filo-russa e anti-austriaca, importante al tempo quando la prima guerra mondiale stava per cominciare.
Quando la Serbia venne sconfitta nel 1915 si unì all'esercito in ritirata attraverso l'Albania. All'evacuazione andò a Corfù dove aiutò a rimettere in sesto il governo serbo in esilio che capeggiò.
Nell'estate del 1917 guidò la parte serba nei negoziati con il Comitato jugoslavo il cui risultato fu la Dichiarazione di Corfù. Ciò gettò le basi per un nuovo Stato da chiamarsi Regno dei Serbi, Croati e Sloveni. Quando gli Imperi Centrali collassarono, poté ritornare a Belgrado e fu presente quando il nuovo Stato, il Regno dei Serbi, Croati e Sloveni venne fondato. Nel dicembre 1918, come risultato del consenso dei principali partiti politici, fu proposto come il 1º primo ministro del nuovo Stato. Il principe reggente Alessandro però si rifiutò di firmare la sua candidatura. Ad ogni modo, Nikola ebbe in seguito il posto di primo ministro del Regno dei Serbi, Croati e Sloveni.
Fu membro della Massoneria.